# Bath County, Kentucky
Bath County är ett administrativt område i delstaten Kentucky, USA. År 2010 hade countyt 11 591 invånare. Den administrativa huvudorten (county seat) är Owingsville. 

## Geografi
Enligt United States Census Bureau har countyt en total area på 735 km². 723 km² av den arean är land och 12 km² är vatten. 

### Angränsande countyn
- Fleming County - nord
- Rowan County - öst
- Menifee County - sydost
- Montgomery County - sydväst
- Bourbon County - väst
- Nicholas County - nordväst